# Уэйн (округ, Небраска)
Округ Уэйн (англ. Wayne County) — округ, расположенный в штате Небраска (США) с населением в 9595 человек по статистическим данным переписи 2010 года. Столица округа находится в одноимённом городе.

## География
По данным Бюро переписи населения США округ Уэйн имеет общую площадь в 1149 квадратных километров, из которых 1147 кв. километров занимает земля и менее одного кв. километра — вода. Площадь водных ресурсов округа составляет 0,01 % от всей его площади.

### Соседние округа
- Диксон — северо-восток
- Терстон — восток
- Каминг — юго-восток
- Стантон — юг
- Пирс — запад
- Сидар — север

## Демография
| Население округа Уэйн по десятилетиям |
| 1870—182 1880—813 1890 — 6189 1900 — 9862 1910 — 10 397 1920 — 9725 1930 — 10 566 1940 — 9880 1950 — 10 129 1960 — 9959 1970 — 10 400 1980 — 9858 1990 — 9364 2000 — 9851 2010 — 9595 |

По данным переписи населения 2010 года в округе Уэйн проживало 9595 человек, 2206 семей, насчитывалось 3437 домашних хозяйств и 3662 жилых дома. Средняя плотность населения составляла 9 человек на один квадратный километр. Расовый состав округа по данным переписи распределился следующим образом: 96,78 % белых, 0,94 % чёрных или афроамериканцев, 0,35 % коренных американцев, 0,35 % азиатов, 0,01 % выходцев с тихоокеанских островов, 0,72 % смешанных рас, 0,85 % — других народностей. Испано- и латиноамериканцы составили 1,48 % от всех жителей округа.
Из 3437 домашних хозяйств в 30,50 % — воспитывали детей в возрасте до 18 лет, 56,20 % представляли собой совместно проживающие супружеские пары, в 5,40 % семей женщины проживали без мужей, 35,80 % не имели семей. 25,10 % от общего числа семей на момент переписи жили самостоятельно, при этом 10,60 % составили одинокие пожилые люди в возрасте 65 лет и старше. Средний размер домашнего хозяйства составил 2,51 человека, а средний размер семьи — 3,02 человека.
Население округа по возрастному диапазону по данным переписи 2010 года распределилось следующим образом: 21,60 % — жители младше 18 лет, 25,40 % — между 18 и 24 годами, 21,20 % — от 25 до 44 лет, 18,00 % — от 45 до 64 лет и 13,70 % — в возрасте 65 лет и старше. Средний возраст жителей округа составил 28 лет. На каждые 100 женщин в округе приходилось 92,30 мужчин, при этом на каждых сто женщин 18 лет и старше приходилось 92,30 мужчин также старше 18 лет.
Средний доход на одно домашнее хозяйство в округе составил 32 366 долларов США, а средний доход на одну семью в округе — 43 840 долларов. При этом мужчины имели средний доход в 27 848 долларов США в год против 20 376 долларов США среднегодового дохода у женщин. Доход на душу населения в округе составил 14 644 доллара США в год. 7,40 % от всего числа семей в округе и 14,50 % от всей численности населения находилось на момент переписи населения за чертой бедности, при этом 10,60 % из них были моложе 18 лет и 7,20 % — в возрасте 65 лет и старше.

## Главные автодороги

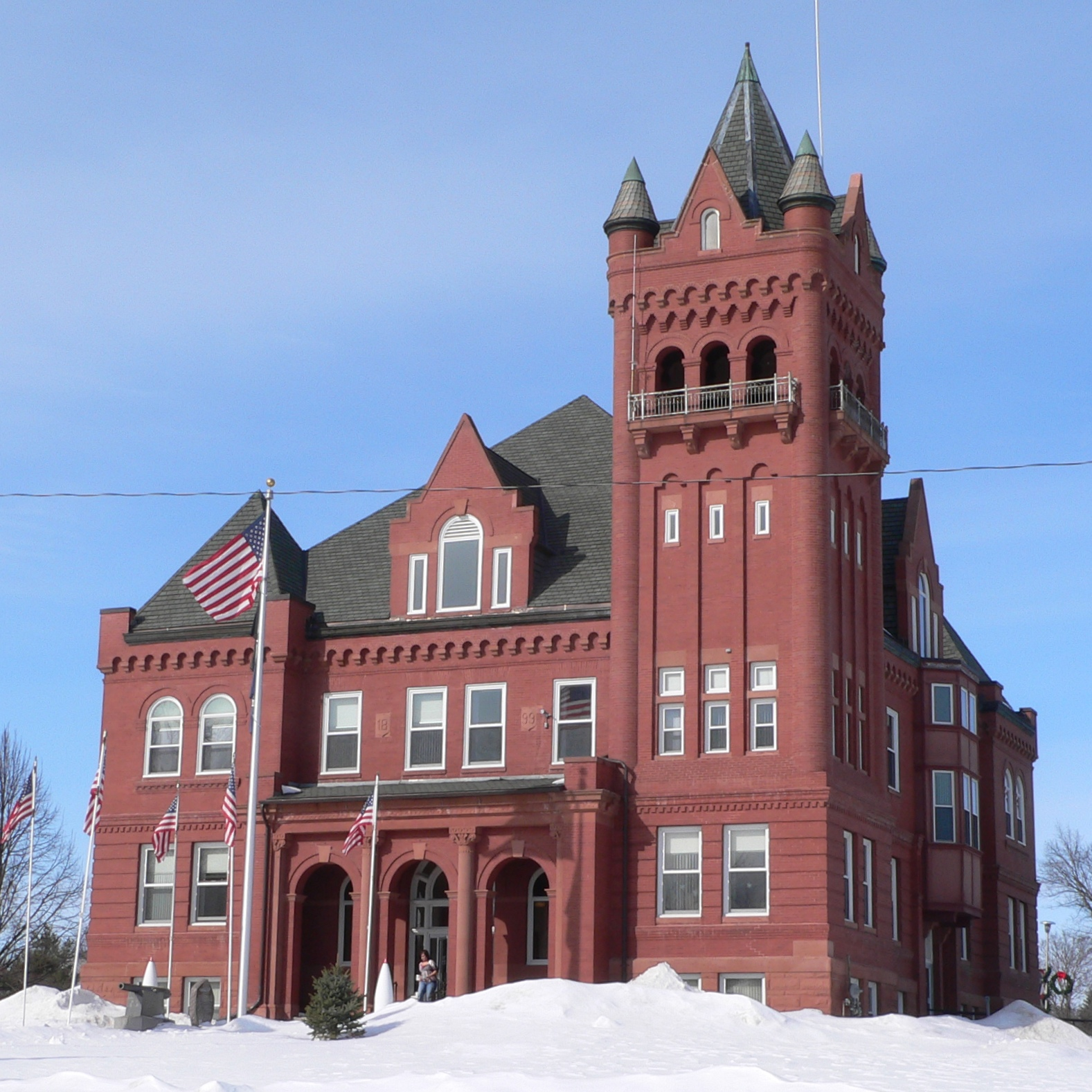
Здание окружного суда в городе Уэйн

- Автострада 15
- Автострада 16
- Автострада 35
- Автострада 57
- Автострада 98

## Населённые пункты
- Карролл
- Хоскинс
- Шолс
- Уэкфилд
- Уэйн
- Уинсайд